# Застава Сарланда
Застава Сарланда је застава немачке савезне државе Сарланд. Сачињена је од црне, црвене и златне боје, а у средини се налази грб Сарланда

## Историја
Регија Сар је формирана по Версајским уговором, којим је окончан Први светски рат. Одлучено је да то подручје припада Немачкој, али да ће њиме управљати Француска у име Лиге народа . Дана 28. јула 1920. одлучено је да се на том подручју користи плава, бела и црна хоризонтална тробојна застава. Ово је коришћено до 1. марта 1935, када је ово подручје поново дошло под немачку управу.
Када се Сарланд поново уједињен у Савезној Републици Немачкој 1957. године, усвојио је садашњу заставу. Ово је засновано на застави Немачке, са грбом Сарланда.